# Централни савет Срба у Немачкој
Централни савет Срба у Немачкој (њем. Zentralrat der Serben in Deutschland) српска је организација у Њемачкој. Основана је 2006. године и члан је Савезне заједнице имигрантских удружења Немачке. Ко-оснивач и први генерални секретар Централног савета Срба био је Душан Новаковић.
Председник савета од 2008. године је ханбуршки професор Стојанка Алексић.
Огранак организације из Сјеверне Рајне-Вестфалије организовало је протесте против једностраног проглашења независноти јужне српске покрајине.